# Augustine Phillips
Augustine Phillips († Mai 1605) war ein Schauspieler des Elisabethanischen Theaters und spielte in verschiedenen Theaterkompanien an der Seite von Edward Alleyn und William Shakespeare. Er war einer der ersten englischen Schauspieler, der durch seine Tätigkeit Wohlstand und einen gewissen sozialen Status erlangte.

## Leben
Die erste Erwähnung Phillips sehen wir bei einer Ensemblezusammenführung von Teilen der Lord Strange’s Men und den Admiral’s Men, welche das Stück The Seven Deadly Sins (möglicherweise von Richard Tarlton), (geschätzt) irgendwann zwischen den Jahren 1590 und 1592 erstmals auf die Bühne brachten. In den heute erhaltenen Dokumenten finden wir hier Phillips mit der Rolle des Sardanapalus betraut; er musste auch nicht, wie andere Schauspieler, noch eine zweite Rolle in dem Stück übernehmen. Er ist ebenfalls in der Tourneeerlaubnis aufgeführt, die den Lord Strange’s Men 1592 nach dem Tode es Patrons Ferdinando Stanley, 5. Earl of Derby [Jede Schauspieltruppe benötigte in dieser Zeit einen adeligen Bürgen] ausgestellt wurde; danach schloss er sich den neu aufgestellten Lord Chamberlain’s Men an, möglicherweise als Gesellschafter.
Phillips verblieb bei der Truppe auch nach dem Wechsel ihres Namens und Patrons zu den King’s Men und seinem Tode 1605. Es ist nur wenig über seinen schauspielerischen Beitrag innerhalb der Theaterkompanie bekannt, außer, dass er schon gereiften Alters gewesen sein muss, als er sich ihr anschloss. Er wird in den Besetzungslisten von Ben Jonsons Every Man in His Humour (1598), Every Man out of His Humour (1599) und Sejanus His Fall (1603) aufgelistet. Er könnte auch der Autor des Jigs Phillips His Slipper sein, welches 1593 in das Stationers Register eingetragen wurde.
Belege deuten auf ein Leben hin, das tief mit dem Theater verbunden ist. Er war ein Stiefbruder seines Kollegen Thomas Pope und am 13. Februar 1602 heiratete seine Schwester Elizabeth den Schauspieler Robert Gough.
Als 1598–1599 das Globe Theatre erbaut wurde, war Phillips einer der sechs Gesellschafter, wenn auch nur mit einem Achtel-Anteil. Über die Zeit machte ihn dies zu einem wohlhabenden Mann, zumindest im Vergleich zu anderen Schauspielern seiner Zeit. Wie Shakespeare lebte Phillips viele Jahre nahe seiner Wirkungsstätte im Viertel Paris Garden (Southwark) nahe dem Swan Theatre sowie in Aldgate; als er 1605 starb, lebte er in seinem eigenen Haus in Mortlake, seinerzeit zu Surrey gehörig.

## Vorwurf der Nähe zu Putschisten
1601 wurde er zum Delegierten der Truppe bestimmt, der dem Privy Council bezüglich des gescheiterten Staatsstreiches von Earl of Essex Rede und Antwort stehen sollte; die Chamberlain’s Men sind nämlich kurz vor dem gescheiterten Putsch von Unterstützern des Earls engagiert worden, Shakespeares Richard II. aufzuführen. Das Stück handelt von der erzwungenen Abdankung und Ermordung König Richard II. im Jahre 1400 und könnte die Stimmung der Putschisten zusätzlich angefeuert haben. Phillips Aussage vor dem Privy Council scheint jedoch die Vorwürfe, die der Hof gegenüber den Spielern erhoben hat, ausgeräumt oder abgeschwächt zu haben – Die Truppe wurde nicht bestraft und spielte zudem am 24. Februar 1601, in der Nacht vor der Hinrichtung Essex’, für Queen Elisabeth I. am Palace of Whitehall.
Die Wahl Phillips als öffentlicher Vertreter der Kompanie ist interessant: Warum er und nicht Shakespeare oder Burbage? Er bezeugte vor dem Privy Council, dass die Lord Chamberlain’s Men auf Wunsch der Unterstützer Essex’ spielten, auch aufgrund der Tatsache, dass deren Angebot 40 Schillinge oberhalb des normalen Aufrittsgeldes lag. Das könnte darauf hinweisen, dass Phillips zu einem Teil die Finanzen der Kompanie oblagen.

## Familie und Testament
Phillips Töchter Magdalen und Rebecca wurden jeweils 1594 und 1596 in der Pfarrgemeinde St. Saviours in Southwark getauft. Ein Sohn, Augustine oder Austen, wurde 1601 ebenfalls getauft, starb aber drei Jahre später. Phillips Testament wurde am 4. Mai 1605 aufgesetzt und am 13. Mai 1605 verkündet. Hierin wurden zwei weitere Töchter erwähnt, Anne und Elizabeth sowie seine Frau Anne; dazu Brüder, Schwestern und andere Personen seiner großen Familie. Das Testament enthält eine Reihe weitere interessanter und aufschlussreicher Nachlässe:
- eine Silberschüssel, Wert £5 jeweils an die Testamentsvollstrecker John Heminges, Richard Burbage und William Sly;
- ein Goldstück im Wert von 30 Schilling jeweils an William Shakespeare, den Schauspieler Henry Condell und den späteren Theatermanager Christopher Beeston (Beeston wird hier beschrieben als Phillips „Diener“; er war vermutlich sein Schauspiellehrling);
- 20 Schillinge in Gold jeweils an Lawrence Fletcher, Robert Armin, Alexander Cooke, Richard Cowley und Nicholas Tooley;
- 40 Schillinge an seinen Auszubildenden James Sands, zusammen mit einer Cister, einem Pandora und einer Laute, alles einzuhändigen nach „Ablauf seiner Lehrjahre, wie festgehalten in seinem Ausbildungsvertrag“ („expiration of his term of years in his indenture of apprenticehood“)
- 40 Schillinge an seinen „kürzlich verabschiedeten Lehrling“ Samuel Gilburne, zuzüglich Phillips’ „mausfarbene“ Samthose, seinem schwarzen Anzug und weißem Wams, jeweils aus Taft, seinen violetten Mantel, sein Schwert und Dolch und seine Schoßgeige;
- und £5 sollen unter den Angestellten der „Kompanie, der ich angehöre“ aufgeteilt werden.

Die vererbten Musikinstrumente bringen zutage, dass Phillips ein Musiker war und als solcher vermutlich an der Musikuntermalung der Stücke, in denen er mitspielte, seinen Anteil hatte.

## Belegende Literatur
- Chambers, E. K.: The Elizabethan Stage. 4 Bände, hier: Band 2, Clarendon Press, Oxford 1923. (online)
- Halliday, F. E.: A Shakespeare Companion 1564–1964. Penguin, Baltimore 1964.

| Personendaten    | Personendaten                               |
| ---------------- | ------------------------------------------- |
| NAME             | Phillips, Augustine                         |
| KURZBESCHREIBUNG | Schauspieler des Elisabethanischen Theaters |
| GEBURTSDATUM     | 16. Jahrhundert                             |
| STERBEDATUM      | Mai 1605                                    |